# 日照站
日照站，位于中华人民共和国山东省日照市东港区海滨五路1号，是兖石铁路和日兰高速铁路上的火车站，于1986年1月1日启用，由济南局集团管辖。改建后的新站房于2025年4月26日正式投入使用。

## 歷史
- 始建于1985年。
- 1986年1月1日开通运营，车站名为石臼所站。
- 1994年7月1日更名为日照站[6]。
- 2004年6月17日新站房改建。

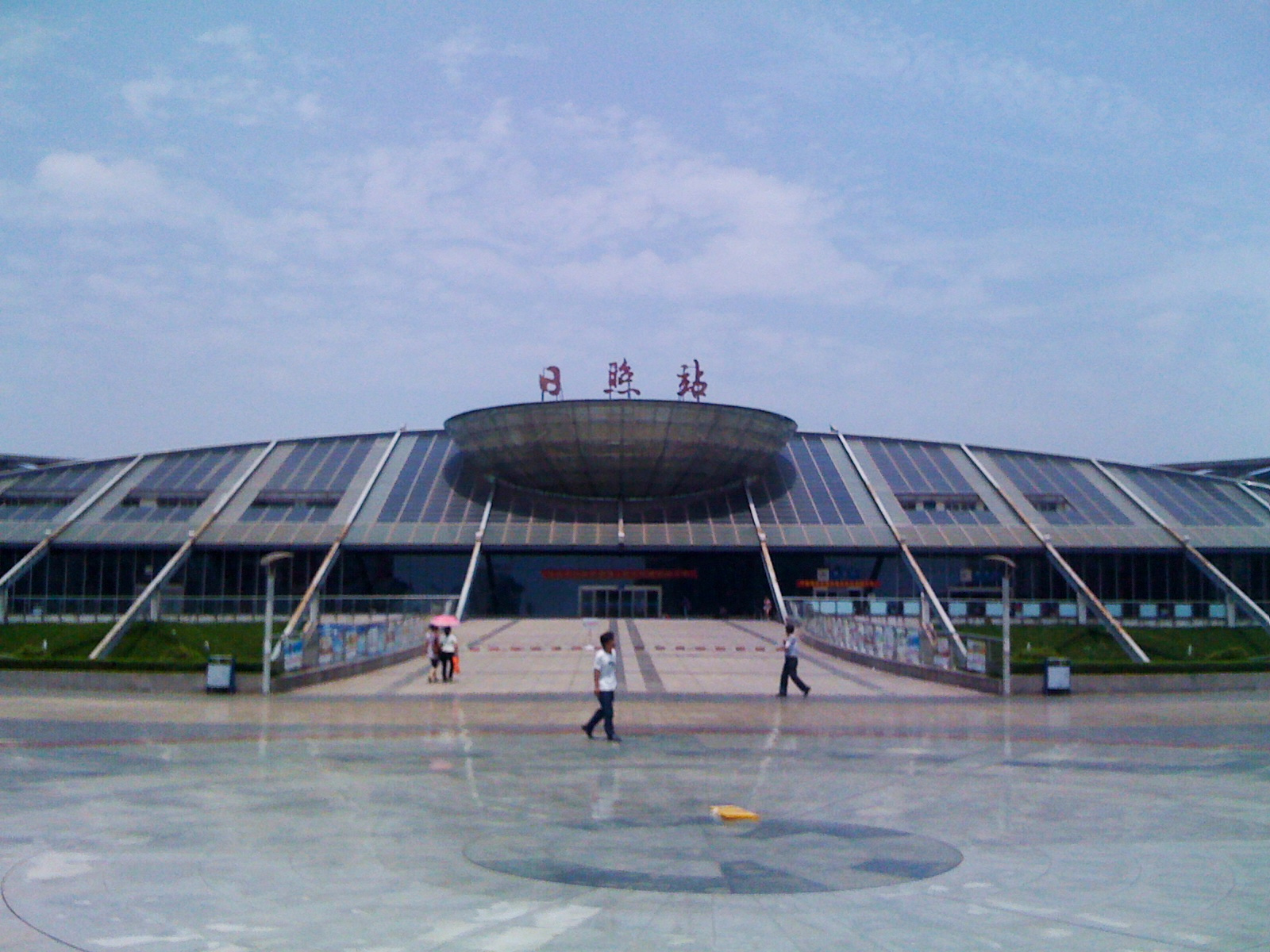
2010年的日照站站房

- 2015年2月11日火车站免费wifi开通。[7]

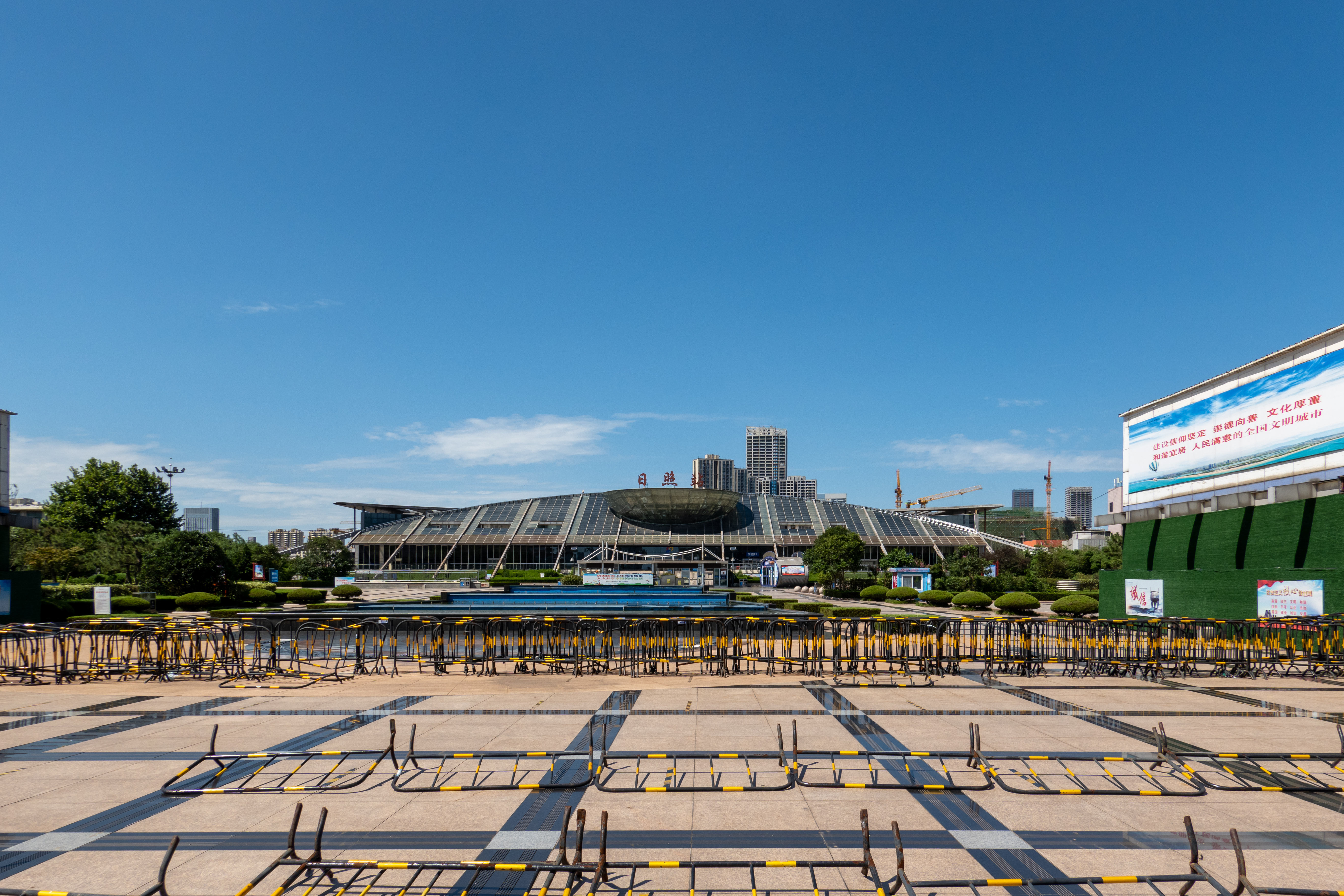
2022年的日照站

- 2022年3月15日开始封站改造，新建日照站位于既有站房北侧，预计2025年3月竣工[8]。新建日照站北站房于2025年4月26日恢复运营。原南站房用作货场继续运营。

## 車站構造
新建日照站站房造型运用“碧海珍贝，云帆逐浪”的设计理念，融合了中国传统太阳文化与海洋文化，呈现出日照初光笼罩海曲大地的地缘文化意境。

## 車站周邊
- 爱之家快捷酒店
- 天龙国铁大酒店
- 速8酒店日照火车站店
- 格林豪泰酒店日照火车站店
- 如家快捷酒店日照火车站店
- 锦江之星酒店海滨五路店
- 日照银行银海支行
- 阳光华府大酒店
- 日照山水大酒店
- 日照汽车东站
- 泽唐美术馆